# Drhovice
Drhovice település Csehországban, a Tábori járásban. Drhovice Meziříčí, Jistebnice és Opařany településekkel határos. Lakosainak száma 226 fő (2024. január 1.).

## Népesség
A település lakosságának változását az alábbi diagram mutatja:
| Lakosok száma | 322  | 275  | 259  | 272  | 194  | 201  | 210  | 218  | 219  | 226  |
|               | 1869 | 1900 | 1921 | 1961 | 1980 | 2011 | 2016 | 2019 | 2021 | 2024 |